# Aconurella indica
Aconurella indica är en insektsart som beskrevs av Singh-pruthi 1930. Aconurella indica ingår i släktet Aconurella och familjen dvärgstritar. Inga underarter finns listade i Catalogue of Life.